# Regina Torné
Regina Torné  (Mexikóváros, Mexikó, 1942. július 22. –) mexikói színésznő.

## Élete és pályafutása
1944. július 22-én született Mexikóvárosban. Édesapja mexikói, édesanyja spanyol. Karrierjét 1966-ban kezdte. 1993-ban a Clarisa című telenovellában játszott. 2004-ben Eloísa szerepét kapta a Belinda című sorozatban. 2010-ben a La lobában Prudenciát alakította. 2011-ben megkapta Loreto szerepét a Cielo rojo című telenovellában.

## Filmográfia

### Telenovellák
- Siempre tuya Acapulco (2014) - Soraya Patiño
- Cielo rojo (2011) - Loreto de Encinas
- La loba (2010)- Prudencia Gutiérrez de Alcázar
- Amor en custodia (2005-2006)- Mercedes Bustamante de Achaval-Urien
- Belinda (2004)- Eloísa Fuentemayor
- Por ti (2002)- Francisca
- Mint a filmekben (Como en el cine) (2001-2002) - Romualda Billetes
- Másnak tűnő szerelem (El amor no es como lo pintan) (2000-2001) - Engracia Valdés de Galán
- Catalina y Sebastián (1999) - Antonieta
- La chacala (1997-1998) - Consuelo
- Retrato de familia (1995-1996) - Miriam
- Caminos cruzados (1995)
- Agujetas de color de rosa (1994-1995) - Mercedes Bosch
- Clarisa (1993) - Doña Beatriz de Bracho Sanabria

### Sorozatok
- El chavo del ocho (1978) .... Gloria

### Filmek
- 2009 - Mi vida por ti
- 1996 - Simple mortal
- 1992 - Szeress Mexikóban (Como agua para chocolate)
- 1992 - Tú puedes, sí quieres
- 1977 - Capulina Chisme Caliente
- 1976 - Tiempo y destiempo
- 1974 - Viento salvaje
- 1972 - Hijos de Satanás
- 1969 - La Señora Muerte
- 1969 - Al fin a solas
- 1969 - Blue Demon contra las invasoras
- 1969 - Mujeres de medianoche
- 1969 - El Crepúsculo de un dios
- 1969 - Las Infieles
- 1969 - The Big Cube
- 1969 - Pacto diabólico
- 1969 - Las Luchadoras contra el robot asesino
- 1968 - Ángeles infernales
- 1968 - Las de oros
- 1968 - Los Asesinos
- 1968 - The Chinese Room
- 1968 - Bajo el imperio del hampa
- 1968 - Los Canallas
- 1968 - I Spy
- 1967 - De los pintores pintorescos
- 1967 - El asesino se embarca
- 1967 - Pistoleros de la frontera
- 1967 - Rocambole contra las mujeres arpías
- 1967 - Adiós cuñado
- 1966 - Jinetes de la llanura
- 1966 - El Rata
- 1966 - El Temerario
- 1966 - Sólo de noche vienes
- 1966 - Nosotros los jóvenes
- 1966 - Despedida de soltera

## Díjak
| Év   | Díj       | Kategória            | Jelölt mű                | Eredmény |
| ---- | --------- | -------------------- | ------------------------ | -------- |
| 1992 | Ariel-díj | Legjobb színésznő    | Como agua para chocolate | Elnyerte |
| 1995 | ACE-díj   | Legjobb színésznő    | Clarisa                  | Elnyerte |
| 2010 | Bravo-díj | Legjobb női főgonosz | La loba                  | Elnyerte |